# Nederlandse waterpoloploeg (vrouwen)
De Nederlandse waterpoloploeg (vrouwen) is het nationale team van vrouwelijke waterpolospelers dat Nederland vertegenwoordigt in internationale wedstrijden. De ploeg werd olympisch kampioen in 2008, wereldkampioen in 1991 en 2023, en Europees kampioen in 1985, 1987, 1989, 1993, 2018 en 2024. Na het winnen van goud op de Olympische Spelen werd het team in 2008 tot Sportploeg van het jaar uitgeroepen.

## Resultaten

### Olympische Spelen
- 2000 - Sydney - 4e
- 2004 - Athene - niet gekwalificeerd
- 2008 - Peking -  Goud
- 2012 - Londen - niet gekwalificeerd
- 2016 - Rio de Janeiro - niet gekwalificeerd
- 2020 - Tokio - 6e
- 2024 - Parijs -  Brons

### Toernooi in het olympisch jaar
- 1996:  Goud

### Wereldkampioenschap
- WK 1986 -  Zilver
- WK 1991 -  Goud
- WK 1994 -  Zilver
- WK 1998 -  Zilver
- WK 2001 - 9e
- WK 2003 - 6e
- WK 2005 - 10e
- WK 2007 - 9e
- WK 2009 - 5e
- WK 2011 - 7e
- WK 2013 - 7e
- WK 2015 -  Zilver
- WK 2017 - 9e
- WK 2019 - 7e
- WK 2022 -  Brons
- WK 2023 -  Goud
- WK 2024 - 5e
- WK 2025 - 5e

### Europees kampioenschap
- EK 1985 -  Goud
- EK 1987 -  Goud
- EK 1989 -  Goud
- EK 1991 -  Zilver
- EK 1993 -  Goud
- EK 1995 -  Brons
- EK 1997 -  Brons
- EK 1999 -  Zilver
- EK 2001 - 5e
- EK 2003 - 4e
- EK 2006 - 5e
- EK 2008 - 5e
- EK 2010 -  Brons
- EK 2012 - 6e
- EK 2014 -  Zilver
- EK 2016 -  Zilver
- EK 2018 -  Goud
- EK 2020 - 4e
- EK 2022 - 4e
- EK 2024 -  Goud

### FINA World League
- 2004 - niet deelgenomen
- 2005 - 7e
- 2006 - 5e
- 2007-2014 - niet deelgenomen
- 2015 -  Brons
- 2017 - 5e
- 2018 -  Zilver

### Wereldbeker
- 1979 -  Zilver
- 1980 -  Goud
- 1981 -  Zilver
- 1983 -  Goud
- 1984 -  Brons
- 1988 -  Goud
- 1989 -  Goud
- 1991 -  Goud
- 1993 -  Goud
- 1995 -  Zilver
- 1997 -  Goud
- 1999 -  Goud
- 2002, 2006, 2010, 2014, 2018 - niet deelgenomen
- 2023 -  Zilver
- 2025 -  Brons

### Holiday Cup
De Holiday Cup is een prestigieus toernooi in de Verenigde Staten.
- 1998 - niet deelgenomen
- 1999 - 5e
- 2000 - 4e
- 2001 - niet deelgenomen
- 2002 - niet deelgenomen
- 2003 - 5e
- 2004 - niet deelgenomen
- 2006 - 5e
- 2007 -  Zilver
- 2009 - 5e

## Selecties
- WK 2025 - 5e
  - Sarah Buis (doel), Britt van den Dobbelsteen (doel),  Simone van de Kraats, Maartje Keuning, Maxine Schaap, Lieke Rogge, Fleurien Bosveld, Sabrina van der Sloot, ⁠⁠⁠⁠Nina ten Broek, Marit van der Weijden, Kitty Lynn Joustra, Vivian Sevenich, Bente Rogge, Pien Gorter, Noa de Vries. Bondscoach: Evangelos Doudesis.[3]
- Olympische Spelen 2024 -  Brons
  - Laura Aarts (doel), Sarah Buis (doel), Kitty Lynn Joustra, Maartje Keuning, Simone van de Kraats, Lola Moolhuijzen, Vivian Sevenich, Brigitte Sleeking, Sabrina van der Sloot, Bente Rogge, Lieke Rogge, Nina ten Broek, Iris Wolves. Bondscoach: Evangelos Doudesis.[4]
- WK 2024 - 5e
  - Laura Aarts (doel), Sarah Buis (doel), Kitty Lynn Joustra, Maartje Keuning, Simone van de Kraats, Lola Moolhuijzen, Maxine Schaap, Vivian Sevenich, Brigitte Sleeking, Sabrina van der Sloot, Bente Rogge, Lieke Rogge, Nina ten Broek, Iris Wolves, Marit van der Weijden. Bondscoach: Evangelos Doudesis.[5]
- EK 2024 -  Goud
  - Laura Aarts (doel), Fleurien Bosveld, Sarah Buis (doel), Nina ten Broek, Britt van den Dobbelsteen (doel), Kitty Lynn Joustra, Maartje Keuning, Simone van de Kraats, Lola Moolhuijzen, Lois den Ouden, Maxine Schaap, Vivian Sevenich, Brigitte Sleeking, Sabrina van der Sloot, Bente Rogge, Lieke Rogge, Noa de Vries, Marit van der Weijden, Iris Wolves. Bondscoach: Evangelos Doudesis.[5][6]
- WK 2023 -  Goud
  - Laura Aarts (doel), Sarah Buis (doel), Vivian Sevenich, Maartje Keuning, Simone van de Kraats, Lola Moolhuijzen, Brigitte Sleeking, Sabrina van der Sloot, Maxine Schaap, Kitty Lynn Joustra, Bente Rogge, Lieke Rogge, Nina ten Broek, Iris Wolves, Marit van der Weijden. Bondscoach: Evangelos Doudesis.[7]
- EK 2022 - 4e
  - Laura Aarts (doel), Fleurien Bosveld, Nina ten Broek, Britt van den Dobbelsteen (doel), Kitty Lynn Joustra, Ilse Koolhaas, Simone van de Kraats, Lola Moolhuijzen, Bente Rogge, Vivian Sevenich, Brigitte Sleeking, Sabrina van der Sloot (captain), Rozanne Voorvelt en Iris Wolves. Bondscoach: Evangelos Doudesis.[8]
- WK 2022 -  Brons
  - Laura Aarts (doel), Nina ten Broek, Sarah Buis (doel), Kitty Lynn Joustra, Ilse Koolhaas, Simone van de Kraats, Lola Moolhuijzen, Bente Rogge, Maxine Schaap, Vivian Sevenich, Brigitte Sleeking, Sabrina van der Sloot (captain), Rozanne Voorvelt en Iris Wolves. Bondscoach: Evangelos Doudesis.[9]
- Olympische Spelen 2020 - 6e
  - Joanne Koenders (doel), Dagmar Genee (captain), Iris Wolves, Sabrina van der Sloot, Nomi Stomphorst, Vivian Sevenich, Maartje Keuning, Maud Megens, Kitty Lynn Joustra, Brigitte Sleeking, Ilse Koolhaas, Simone van de Kraats en Debby Willemsz (doel). Bondscoach: Arno Havenga.[10]
- EK 2020 - 4e
  - Joanne Koenders (doel), Dagmar Genee (captain), Iris Wolves, Sabrina van der Sloot, Bente Rogge, Nomi Stomphorst, Vivian Sevenich, Maartje Keuning, Maud Megens, Kitty Lynn Joustra, Brigitte Sleeking, Simone van de Kraats en Debby Willemsz (doel). Bondscoach: Arno Havenga.[11]
- WK 2019 - 7e
  - Joanne Koenders (doel), Dagmar Genee (captain), Iris Wolves, Sabrina van der Sloot, Bente Rogge, Nomi Stomphorst, Vivian Sevenich, Maartje Keuning, Maud Megens, Ilse Koolhaas, Rozanne Voorvelt, Simone van de Kraats en Sarah Buis (doel). Bondscoach: Arno Havenga.
- EK 2018 -   Goud
  - Laura Aarts (doel), Dagmar Genee (captain), Iris Wolves, Sabrina van der Sloot, Bente Rogge, Nomi Stomphorst, Kitty-Lynn Joustra, Vivian Sevenich, Maud Megens, Ilse Koolhaas, Rozanne Voorvelt, Brigitte Sleeking en Debby Willemsz (doel). Bondscoach: Arno Havenga.
- EK 2016 -   Zilver
  - Laura Aarts (doel), Yasemin Smit (captain), Dagmar Genee, Sabrina van der Sloot, Amarens Genee, Nomi Stomphorst, Marloes Nijhuis, Vivian Sevenich, Maud Megens, Isabella van Toorn,  Lieke Klaassen,  Leonie van der Molen en Debby Willemsz (doel). Bondscoach: Arno Havenga.
- WK 2015 -   Zilver
  - Laura Aarts (doel), Yasemin Smit (captain), Dagmar Genee, Sabrina van der Sloot, Amarens Genee, Nomi Stomphorst, Marloes Nijhuis, Vivian Sevenich, Maud Megens, Isabella van Toorn,  Lieke Klaassen,  Leonie van der Molen en Debby Willemsz (doel). Bondscoach: Arno Havenga.
- EK 2014 -   Zilver
  - Debby Willemsz (doel), Yasemin Smit (captain), Dagmar Genee, Sabrina van der Sloot, Amarens Genee, Nomi Stomphorst, Marloes Nijhuis,Vivian Sevenich, Maud Megens, Laura van der Graaf,  Lieke Klaassen,  Leonie van der Molen en Anne Heinis (doel). Bondscoach: Arno Havenga.
- WK 2013 - 7e
  - Ilse van der Meijden (doel), Yasemin Smit (captain), Dagmar Genee, Biurakn Hakhverdian, Sabrina van der Sloot, Nomi Stomphorst, Iefke van Belkum, Hanneke Slagter, Vivian Sevenich,  Leonie van der Molen, Lieke Klaassen, Marloes Nijhuis en Anne Heinis (doel). Bondscoach: Mauro Maugeri.
- EK 2012 - 6e
  - Ilse van der Meijden (doel), Yasemin Smit (captain), Mieke Cabout, Biurakn Hakhverdian, Sabrina van der Sloot, Nomi Stomphorst, Iefke van Belkum, Robbin Remers, Vivian Sevenich,  Nienke Vermeer, Lieke Klaassen, Harriet Cabout en Anne Heinis (doel). Bondscoach: Mauro Maugeri.
- WK 2011 - 7e
  - Ilse van der Meijden (doel), Yasemin Smit (captain), Mieke Cabout, Biurakn Hakhverdian, Sabrina van der Sloot, Nomi Stomphorst, Iefke van Belkum, Robbin Remers, Jantien Cabout, Nienke Vermeer, Lieke Klaassen, Simone Koot en Anne Heinis (doel). Bondscoach: Mauro Maugeri.
- EK 2010 -  Brons
  - Ilse van der Meijden (doel), Yasemin Smit (captain), Mieke Cabout, Biurakn Hakhverdian, Sabrina van der Sloot, Nomi Stomphorst , Iefke van Belkum, Noeki Klein, Jantien Cabout, Nienke Vermeer, Marloes Nijhuis, Simone Koot en Anne Heinis (doel). Bondscoach: Mauro Maugeri.
- WK 2009 - 5e
  - Ilse van der Meijden (doel), Yasemin Smit (captain), Mieke Cabout, Biurakn Hakhverdian, Sabrina van der Sloot, Nomi Stomphorst , Iefke van Belkum, Noeki Klein, Jantien Cabout, Nienke Vermeer, Rianne Guichelaar, Mieke van der Sloot en Anne Heinis (doel). Bondscoach: Mauro Maugeri.
- Olympische Spelen 2008  Goud
  - Ilse van der Meijden (doel), Yasemin Smit (captain), Mieke Cabout, Biurakn Hakhverdian, Marieke van den Ham, Daniëlle de Bruijn, Iefke van Belkum, Noeki Klein, Gillian van den Berg, Alette Sijbring, Rianne Guichelaar, Simone Koot en Meike de Nooy (doel). Bondscoach: Robin van Galen Ass. coach: Arno Havenga.
- EK 2008 - 5e
  - Ilse van der Meijden (doel), Yasemin Smit (captain), Mieke Cabout, Biurakn Hakhverdian, Marieke van den Ham, Daniëlle de Bruijn, Iefke van Belkum, Noeki Klein, Gillian van den Berg, AleRobin van Galentte Sijbring, Rianne Guichelaar, Simone Koot en Meike de Nooy (doel). Bondscoach: Robin van Galen.Robin van Galen
- WK 2007 - 9e
  - Ilse van der Meijden (doel), Meike de Nooy (doel), Iefke van Belkum, Gillian van den Berg, Daniëlle de Bruijn, Mieke Cabout, Rianne Guichelaar, Biurakn Hakhverdian, Noeki Klein, Simone Koot, Jorieke Oostendorp, Alette Sijbring en Yasemin Smit (captain). Bondscoach: Robin van Galen.
- EK 2006 - 5e
  - Ilse van der Meijden (doel), Marlot Ziemerink (doel), Iefke van Belkum, Marit Bergers, Mieke Cabout, Rianne Guichelaar, Biurakn Hakhverdian, Marieke van den Ham, Hanneke Kappen, Noeki Klein, Simone Koot, Jorieke Oostendorp, Yasemin Smit (captain), Alette Sijbring en Marlou Slaghuis. Bondscoach: Robin van Galen.
- World League 2006 - 5e
  - Ilse van der Meijden (doel), Marlot Ziemerink (doel), Iefke van Belkum, Marit Bergers, Mieke Cabout, Rianne Guichelaar, Biurakn Hakhverdian, Marieke van den Ham, Hanneke Kappen, Noeki Klein, Yasemin Smit (captain), Alette Sijbring en Marlou Slaghuis. Bondscoach: Robin van Galen.
- WK 2005 - 10e
  - Marleen Ars (doel), Meike de Nooy (doel), Iefke van Belkum, Jantien Cabout, Mieke Cabout, Rianne Guichelaar, Biurakn Hakhverdian, Marieke van den Ham, Noeki Klein, Jorieke Oostendorp, Alette Sijbring, Mieke van der Sloot en Yasemin Smit. Bondscoach: Paul Metz.
- WK 2003 - 6e
  - Marleen Ars (doel), Meike de Nooy (doel), Daniëlle de Bruijn, Gillian van den Berg, Rianne Guichelaar, Hanneke Kappen, Simone Koot, Karin Kuipers, Jorieke Oostendorp, Heleen Peerenboom, Carla Quint, Tjarda Rodenhuis en Mieke van der Sloot. Bondscoach: Paul Metz.
- WK 2001 - 9e
  - Mascha Geurts (doel), Marleen Ars (doel), Gillian van den Berg, Daniëlle de Bruijn, Rianne Guichelaar, Marieke van den Ham, Hanneke Kappen, Jorieke Oostendorp, Heleen Peerenboom, Petra Pleunnis, Tjarda Roodenhuis, Alette Sijbring, Mieke van der Sloot, Wilma Verburg en Marlies Wekdam. Bondscoach: Paul Metz.
- EK 2001 - 5e
  - Mascha Geurts (doel), Marleen Ars (doel), Gillian van den Berg, Daniëlle de Bruijn, Rianne Guichelaar, Marieke van den Ham, Hanneke Kappen, Jorieke Oostendorp, Heleen Peerenboom, Petra Pleunnis, Tjarda Roodenhuis, Alette Sijbring, Mieke van der Sloot, Wilma Verburg en Marlies Wekdam. Bondscoach: Paul Metz.
- Olympische Spelen 2000 - 4e
  - Karla van der Boon (doel), Hellen Boering (doel), Gillian van den Berg, Daniëlle de Bruijn, Edmée Hiemstra, Karin Kuipers, Ingrid Leijendekker, Patricia Libregts, Mirjam Overdam, Heleen Peerenboom, Carla Quint en Marjan op den Velde, Ellen van der Weijden-Bast. Bondscoach: Jan Mensink.
- EK 1999 -  Zilver
  - Karla van der Boon (doel), Hellen Boering (doel), Ellen Bast, Gillian van den Berg, Daniëlle de Bruijn, Edmée Hiemstra, Karin Kuipers, Ingrid Leijendekker, Patricia Libregts, Jorieke Oostendorp, Marjan op den Velde, Mirjam Overdam en Carla Quint. Bondscoach: Jan Mensink.
- Wereldbeker 1999 -  Goud
  - Karla van der Boon (doel), Hellen Boering (doel), Ellen Bast, Gillian van den Berg, Daniëlle de Bruijn, Edmée Hiemstra, Mariëtte Koehorst, Karin Kuipers, Ingrid Leijendekker, Patricia Libregts, Marjan op den Velde, Mirjam Overdam en Carla Quint. Bondscoach: Kees van Hardeveld.
- WK 1998 -  Zilver
  - Karla van der Boon (doel), Carla van Usen (doel), Ellen Bast, Gillian van den Berg, Daniëlle de Bruijn, Edmée Hiemstra, Karin Kuipers, Ingrid Leijendekker, Petra Meerdink, Carla Quint, Sandra Scherrenburg, Mariëlle Schothans en Marjan op den Velde. Bondscoach: Kees van Hardeveld.
- EK 1997 -  Brons
  - Karla van der Boon (doel), Carla van Usen (doel), Edmée Hiemstra, Karin Kuipers, Ingrid Leijendekker, Marjan op den Velde, Ellen Bast, Daniëlle de Bruijn, Petra Meerdink, Gillian van den Berg, Mirjam Overdam, Mariëlle Schothans, Sandra Scherrenburg en Carla Quint. Bondscoach: Kees van Hardeveld.
- Wereldbeker 1997 -  Goud
  - Karla van der Boon (doel), Carla van Usen (doel), Ellen Bast, Gillian van den Berg, Edmée Hiemstra, Karin Kuipers, Ingrid Leijendekker, Sandra Scherrenburg, Marjan op den Velde, Mirjam Overdam, Carla Quint, Mariëlle Schothans en Suzanne van den Boomen. Bondscoach: Kees van Hardeveld.
- Toernooi in olympisch jaar 1996 -  Goud
  - Karla van der Boon (doel), Ellen Bast, Gillian van den Berg, Edmée Hiemstra, Erica Hoskens, Leontine Koops, Karin Kuipers, Ingrid Leijendekker, Petra Meerdink, Marjan op den Velde, Mirjam Overdam, Carla Quint en Mariëlle Schothans. Bondscoach: Kees van Hardeveld.
- EK 1995 -  Brons
  - Karla van der Boon (doel), Karin Bouwens (doel), Ellen Bast, Gillian van den Berg, Suzanne van der Boomen, Edmée Hiemstra, Karin Kuipers, Ingrid Leijendekker, Sandra Scherrenburg, Carla Quint, Rianne Schram, Marjan op den Velde en Hedda Verdam. Bondscoach: Kees van Hardeveld.
- WK 1994 -  Zilver
  - Karla van der Boon (doel), Hellen Boering (doel), Ellen Bast, Gillian van den Berg, Edmée Hiemstra, Stella Kriekaard, Karin Kuipers, Ingrid Leijendekker, Alice Lindhout, Sandra Scherrenburg, Rianne Schram, Janny Spijker en Hedda Verdam. Bondscoach: Kees van Hardeveld.
- Wereldbeker 1993 -  Goud
  - Karla van der Boon (doel), Hellen Boering (doel), Ellen Bast, Gillian van den Berg, Edmée Hiemstra, Karin Kuipers, Ingrid Leijendekker, Alice Lindhout, Sandra Scherrenburg, Carla Quint, Rianne Schram, Janny Spijker en Hedda Verdam. Bondscoach: Kees van Hardeveld.
- EK 1993 -  Goud
  - Karla van der Boon (doel), Hellen Boering (doel), Ellen Bast, Gillian van den Berg, Edmée Hiemstra, Karin Kuipers, Ingrid Leijendekker, Alice Lindhout, Carla Quint, Sandra Scherrenburg, Rianne Schram, Janny Spijker en Hedda Verdam. Bondscoach: Kees van Hardeveld.
- Wereldbeker 1991 -  Goud
  - Karla van der Boon (doel), Hellen Boering (doel), Angelique Beijaard, Edmée Hiemstra, Monique Kranenburg, Karin Kuipers, Patricia Libregts, Alice Lindhout, Marjan op den Velde, Lillian Ossendrijver, Rianne Schram, Janny Spijker, Esmeralda van den Water en Hedda Verdam. Bondscoach: Kees van Hardeveld.
- EK 1991 -  Zilver
  - Karla van der Boon (doel), Hellen Boering (doel), Edmée Hiemstra, Janny Spijker, Monique Kranenburg, Angelique Beijaard, Alice Lindhout, Karin Kuipers, Esmeralda van den Water, Patricia Libregts, Rianne Schram, Marjan op den Velde, Sandra Scherrenburg en Hedda Verdam. Bondscoach: Kees van Hardeveld.
- WK 1991 -  Goud
  - Karla van der Boon (doel), Hellen Boering (doel), Irma Brander, Edmée Hiemstra, Monique Kranenburg, Karin Kuipers, Patricia Libregts, Alice Lindhout, Lillian Ossendrijver, Janny Spijker, Esmeralda van den Water, Marjan op den Velde en Hedda Verdam. Bondscoach: Peter van den Biggelaar.
- Wereldbeker 1989 -  Goud
  - Hermine Perik (doel), Hellen Boering (doel), Irma Brander, Lieneke van den Heuvel, Monique Kranenburg, Alice Lindhout, Patricia Libregts, Anita Nijenhuis, Ilse Sindorf, Janny Spijker, Astrid van der Meer, Greet van der Veen, Hedda Verdam en Esmeralda van den Water. Bondscoach: Peter van den Biggelaar.
- EK 1989 -  Goud
  - Hermine Perik (doel), Hellen Boering (doel), Irma Brander, Lieneke van den Heuvel, Monique Kranenburg, Alice Lindhout, Astrid van den Meer, Anita Nijenhuis, Ilse Sindorf, Janny Spijker, Greet van der Veen, Esmeralda van den Water, Patricia Libregts en Hedda Verdam. Bondscoach: Peter van den Biggelaar.
- Wereldbeker 1988 -  Goud
  - Hermine Perik (doel), Hellen Boering (doel), Anita Bibo, Irma Brander, Monique Kranenburg, Patricia Libregts, Alice Lindhout, Anita Nijenhuis, Lillian Ossendrijver, Janny Spijker, Lieneke van den Heuvel, Greet van der Veen en Hedda Verdam. Bondscoach: Peter van den Biggelaar.
- EK 1987 -  Goud
  - Madeline van Heemstra (doel), Hellen Boering (doel), Irma Brander, Lieneke van den Heuvel, Anita Bibo, Lillian Ossendrijver, Greet van der Veen, Monique Kranenburg, Patricia Libregts, Esmeralda van den Water, Ilse Sindorf, Janny Spijker, Anita Nijenhuis en Hedda Verdam. Bondscoach: Peter van den Biggelaar.
- WK 1986 -  Zilver
  - Madeline van Heemstra (doel), Hellen Boering (doel), Anita Bibo, Lieneke van den Heuvel, Marjo van der Mark, Dorine Heijnert, Monique Kranenburg, Patricia Libregts, Alice Lindhout, Ineke Pesman, Janny Spijker, Greet van der Veen en Hedda Verdam. Bondscoach: Peter van den Biggelaar.
- EK 1985 -  Goud
  - Madeline van Heemstra (doel), Marion van der Mark (doel), Janet Heijnert, Ineke Pesman, Belinda Hibbel, Lieneke van den Heuvel, Anita Bibo, Alice Lindhout, Monique Kranenburg, Patricia Libregts, Lillian Ossendrijver, Hedda Verdam en Marian Walthie. Bondscoach: Peter van den Biggelaar.
- Wereldbeker 1983 -  Goud
  - Hermine Perik (doel), Marion van der Mark (doel), Anita Bibo, J Boer, H van Heemstra, Janet Heijnert, D Heijnert, K Sterkenburg, Ria Roos, Ingrid Scholten, Elly Spijker, Ann van Beek en Greet van der Veen.
- Wereldbeker 1980 -  Goud
  - Hermine Perik (doel), Rita Heemskerk, Brigitte Hulscher, Ria Roos, Ingrid Scholten, Elly Spijker, Ann van Beek, Lieneke van den Heuvel, Greet van der Veen, Marga van Feggelen en Marijke Zwart.

## Bondscoaches
| Periode   | Bondscoach              |
| --------- | ----------------------- |
| 1985-1991 | Peter van den Biggelaar |
| 1991-1998 | Kees van Hardeveld      |
| 1999-2000 | Jan Mensink             |
| 2001-2006 | Paul Metz               |
| 2006-2008 | Robin van Galen         |
| 2009-2013 | Mauro Maugeri           |
| 2013-2021 | Arno Havenga            |
| 2021-2028 | Evangelos Doudesis      |